# Planina pri Cerknem
Planina pri Cerknem je naselje v Občini Cerkno.